# Jari Kainulainen
Jari Kainulainen (Helsinki, 29 aprile 1970) è un bassista finlandese. Attualmente suona con Masterplan,Devil's Train e Shadowquest.

## Storia
Jari Kainulainen è conosciuto principalmente per essere stato membro degli Stratovarius dal 1993 al 2005, anno in cui lasciò la band a causa di motivi personali, tra questi, la volontà di cambiare genere musicale. Con gli Stratovarius ha pubblicato gran parte degli album che li hanno resi famosi, quando uscì dalla band venne rimpiazzato da Lauri Porra. È stato bassista negl'album solisti di Timo Kotipelto (cantante degli Stratovarius) i dischi sono Waiting for the Dawn (2002) e Coldness (2004). Nel 2000 ha pubblicato coi Finlandesi Warmen l'album Unknow Soldier.
Nell'agosto 2007 entra a far parte della metal band svedese Evergrey e pubblica l'album Torn (2008) mentre nel 2009 è bassista nel disco solista di Elias Viljanen (chitarrista dei Sonata Arctica) intitolato Fire-Hearted. Nel 2010 lascia gli Evergrey e si unisce ai Symfonia, nuova band del suo ex compagno negli Stratovarius Timo Tolkki. Questa band pubblicherà nel 2011 il suo primo ed ultimo album In Paradisum, infatti nel dicembre dello stesso anno Tolkki annuncia la fine della band. Dal 2012 entra a far parte sia dei Masterplan, gruppo power metal tedesco fondato dall'ex chitarrista degli Helloween Roland Grapow, sia dei Devil's Train, hard rock band il cui batterista è Jörg Michael, suo ex compagno negli Stratovarius. Coi Masterplan pubblica gli album Novum Initium (2013) e PumpKings (2017) mentre coi Devil's Train pubblica Devil’s Train (2012) e Two (2015). Fa inoltre parte degli Shadowquest coi quali pubblica gl'album Armoured IV Pain (2015) e Gallows of eden (2020). Ha fatto parte anche dei Killing Machine, dei Mess e dei Voluspaa coi quali non ha però pubblicato album.
Nel 2017 viene richiamato dagli Stratovarius per suonare in una serie di concerti in sostituzione di Lauri Porra. Nel 2018 è ospite nel disco di Marius Danielsen Legend of Valley Doom Part 2.
Nel maggio 2020 torna nuovamente con Timo Tolkki e la sua nuova band, gli "Infinite Visions", ma il 7 gennaio 2021 la band si scioglie a causa di problemi economici.

## Equipaggiamento
Jari suonava un basso ESP a cinque corde. Successivamente è passato alla Ibanez con il modello SR1306 custom made a sei corde, con amplificazione usata nelle session e live di marca Ampeg. Con il passar del tempo aggiunse nelle registrazioni e nelle performance live pedali wah-wah Dunlop Bass Crybaby e Boss Bass OverDrive.
Alcuni dei suoi bassisti preferiti sono Geezer Butler, Cliff Burton, Steve Harris, Billy Sheehan.